# Helina simulatrix
Helina simulatrix är en tvåvingeart som först beskrevs av Seguy 1923.  Helina simulatrix ingår i släktet Helina och familjen husflugor. Inga underarter finns listade i Catalogue of Life.